# Anthony Taylor
Anthony Taylor (* 20. října 1978, Wythenshawe, Manchester, Velká Británie) je anglický profesionální fotbalový rozhodčí. Od roku 2010 píská nejvyšší anglickou soutěž Premier League, a od roku 2013 i rozhodčím FIFA a UEFA, což mu umožňuje řídit evropské a mezinárodní zápasy.

## Kariéra
Kariéru fotbalové rozhodčího odstartoval roku 2002, kdy začal pískat v Northern Premier League (8. anglická liga). Na začátku sezóny 2006/07 odpískal svůj první profesionální zápas, bezgólovou remízu mezi Wrexhamem a Peterborough United v League Two (4. anglická liga) v srpnu 2006.
V listopadu 2006 odřídil své první mezinárodní utkání, a sice zápas mezi Anglií a Švýcarskem hráčů do 19 let na Gresty Road, kde sídlí tým Crewe Alexandra; Anglie vyhrála 3:2.
Taylorovým prvním utkáním v Premier League bylo v únoru 2010 střetnutí mezi Fulhamem a Portsmouthem, které klub z Londýna vyhrál 1:0.
Nejvíce červených karet rozdal v zápase mezi Middlesbroughem a Leedsem United (1:0), kdy vyloučil hned tři hráče, konkrétně Jonnyho Howsona a Maxe Gradela z Leedsu a Tony McMahona z Middlesbroughu, všechny po dvou žlutých kartách.
Dne 1. března 2015 byl Taylor rozhodčím finálového zápasu ligového poháru mezi Chelsea a Tottenhamem Hotspur.. O dva roky později, dne 26. dubna 2017, byl vybrán jako hlavní rozhodčí finále FA Cupu.
Dne 16. září 2020 byl Taylor vybrán jako hlavní rozhodčí pro Superpohár UEFA 2020.
V červnu 2021 pískal Taylor utkání skupinové fáze Mistrovství Evropy 2020 mezi Dánskem a Finskem (0:1). Ve 43. minutě zkolaboval na hřišti dánský záložník Christian Eriksen a přímo na hřišti musel být oživován, než byl převezen do místní nemocnice a stabilizován. Taylor byl chválen za svou klidnou, ale rychlou reakci na situaci, kdy během několika vteřin signalizoval přivolání lékařské pomoci.
V říjnu 2021 byl Taylor vybrán jako rozhodčí finále Ligy národů UEFA 2020/21 mezi Španělskem a Francií a vyvolal velké kontroverze, když uznal vítězný gól Francouzů, kdy střelec gólu Mbappé stál v ofsajdu, ale kvůli lehké teči španělského obrance Erica Garcíi gól platil.
V květnu 2022 byl Taylor uveden jako jeden ze dvou anglických rozhodčích, kteří měli dohlížet na zápasy na listopadovém a prosincovém Mistrovství světa 2022. Na seznamu byl také o necelých 7 let mladší Michael Oliver.